# Єпископат Православної церкви Чеських земель і Словаччини
Єпископат Православної церкви Чеських земель і Словаччини — за час існування  Празької єпархії, автокефальної Православної церкви в Чехословаччині, нового об'єднання православних Православної церкви в Чехії і в Словаччині та Православної церкви Чеських земель і Словаччини зафіксовано близько 30 архієреїв.

## Чинний єпископат
| Ім'я                 | Сан         | Титул                                         | Статус       | Дата хіротонії    | На кафедрі з    |
| -------------------- | ----------- | --------------------------------------------- | ------------ | ----------------- | --------------- |
| Ростислав (Гонт)     | митрополит  | Чеських земель і Словаччини, арх. Пряшівський | предстоятель | 18 листопада 2012 | 11 січня 2014   |
| Георгій (Странський) | архієпископ | Михалівський і Кошицький                      | правлячий    | 30 вересня 2007   | 30 вересня 2007 |
| Михаїл (Дандар)      | архієпископ | Празький                                      | правлячий    | 14 березня 2015   | 14 березня 2015 |
| Ісаія (Сланінка)     | єпископ     | Оломоуцький і Брненський                      | правлячий    | 22 лютого 2015    | 20 квітня 2024  |
| Йоаким (Грді)        | архієпископ | Бероунський                                   | вікарій      | 14 лютого 2009    | 14 березня 2015 |
| Христофор (Пулець)   | архієпископ | колишній Празький                             | на спокої    | 17 квітня 1988    | 12 квітня 2013  |

## Повний список за кафедрами

### Митрополит чеських земель і Словаччини
До 1992 року митрополитами були Празькі архієпископи. З грудня 1992 після створення нової Церкви за статутом митрополитом може бути не тільки архієпископ Празький, а й архієпископ Пряшівський.
1. Єлевферій (Воронцов) (9 грудня 1951 — 28 листопада 1955)
2. Іоан (Михайло Кухтін) (17 травня 1956–1964)
3. Дорофей (Дмитро Филип) (25 жовтня 1964 — 30 грудня 1999)
4. Миколай (Коцвар) (14 квітня 2000 — 30 січня 2006)
5. Христофор (Радім Пулець) (28 травня 2006 — 12 квітня 2013)
6. Ростислав (Ондрей Ґонт) (11 січня 2014 —)

### Празька єпархія
Константинопольський патріархат: Савватій (Антонін Їндржіх Врабець) (1923 — листопад 1959)
Сербська православна церква: Ґоразд II. (Павлик) (1929 — 1942) — очолював Чехословацьку православну єпархію Сербської православної церкви
Московський патріархат: Єлевферій (Веніамін Воронцов) (5 квітня 1946 — 1951)
1. Святий Ґоразд ІІ (Матєй Павлік) (1929 - 1942) — біскуп Православної церкви в Чехословаччині;
2. Єлевферій (Веніамін Воронцов) (5 квітня 1946 - 28 листопада 1955);
3. Іоан (Михайло Кухтін) (17 травня 1956 - 1964);
4. Дорофей (Дмитро Филип) (25 жовтня 1964 - 30 грудня 1999) — 3 празький православний арцибіскуп та митрополіт, спочатку Православної церкви в Чехословаччині, потім нової Церкви Православна церква в Чехії;
5. Миколай (Коцвар) (2000–2006);
6. Христофор (Пулець) (28 травня 2006 - 12 квітня 2013);
7. Сімеон (Яковлевич) (12 квітня - 9 грудня 2013)
8. Йоаким (Грді) (9 грудня 2013 - 11 січня 2014) Єпископ Годонінський
9. Йоаким (Грді) (11 січня 2014 - 13 березня 2015) Архієпископ Празький і Чеських земель.
10. Михаїл (Дандар) (з 14 березня 2015 Архієпископ Празький

Жатецький вікаріат:
1. Іоан (Михайло Кухтін), єпископ Жатецький (1954 — 1956)
2. Симеон (Радівой Яковлевіч), єпископ Жатецький (у 1998)

Маріансько-Лазенський (Маріансколазенський) вікаріат:
1. Симеон (Радівой Яковлевіч), єпископ Маріансколазенський (1998 — 9 квітня 2000)

Требишовський вікаріат:
1. Кирил (Мучічка) (у 1965)

Бероунський вікаріат:
1. Йоаким (Грді) (з 14 березня 2015)

### Пряшівська єпархія
1. Алексій (Дехтерев) (12 лютого 1950 — 19 серпня 1955)
2. Дорофей (Дмитро Филип) (19 серпня 1955 — 25 жовтня 1964)
3. Миколай (Коцвар) (28 лютого 1965 — 30 січня 2006)
4. Йоан (Голоніч) (7 квітня 2006 - 2 серпня 2012)
5. Ростислав (Ондрей Ґонт) (18 листопада 2012 — )

Комаренський вікаріат:
1. Тихон (Холлоші), єпископ Комаренський (з 8 квітня 2006)

### Оломоуцько-Брнєнська єпархія Православної церкви в чеських землях і в Словаччині
1. Честмир (Крачмар) (5 січня 1950 — 1954)
2. Климент (Келлі) (1954 — 1959) 
З 1959 до 1982 рік кафедра вільна
3. Никанор (Юхимюк) (1982 — 1987)
4. Христофор (Радім Пулець) (17 квітня 1988 — 25 березня 2000)
5. Симеон (Радівой Яковлевіч) (9 квітня 2000 — 19 березня 2024)
6. Ісаія (Сланінка) (з 20 квітня 2024)

Вікарні архієреї:
1. Ісаія (Сланінка) (22 лютого 2015— 20 квітня 2024)

### Михалівсько-Кошицька православна єпархія в Михайлівцях
1. Олександр (Міхаліч) (1950-1954)
2. Мефодій (Міллий) (1954-1965)
3. Кирил (Мучічка) (1965-1979)
4. Никанор (Юхим'юк) (1980-1983)
5. Йоан (Голоніч) (1983-2006)
6. Георгій (Странський) (з 2007)

Вікарні архієреї:
1. Мефодій (Міллий) (1953-1954)
2. Мефодій (Канчуга) (1962-1964)